# Steffen Skel
Steffen Skel (Bad Salzungen, RDA, 14 de junio de 1972) es un deportista alemán que compitió en luge en la modalidad doble. Está casado con la deportista de skeleton Diana Sartor.
Ganó cinco medallas en el Campeonato Mundial de Luge entre los años 1997 y 2001, y siete medallas en el Campeonato Europeo de Luge entre los años 1998 y 2006.
Participó en tres Juegos Olímpicos de Invierno, entre los años 1994 y 2002, ocupando el octavo lugar en Nagano 1998 y el cuarto en Salt Lake City 2002, en la prueba doble.

## Palmarés internacional
| Campeonato Mundial | Campeonato Mundial    | Campeonato Mundial | Campeonato Mundial |
| Año                | Lugar                 | Medalla            | Prueba             |
| ------------------ | --------------------- | ------------------ | ------------------ |
| 1997               | Igls (Austria)        | Medalla de bronce  | Doble              |
| 2000               | St. Moritz (Suiza)    | Medalla de oro     | Equipo             |
| 2000               | St. Moritz (Suiza)    | Medalla de plata   | Doble              |
| 2001               | Calgary (Canadá)      | Medalla de plata   | Doble              |
| 2001               | Calgary (Canadá)      | Medalla de plata   | Equipo             |
| Campeonato Europeo |                       |                    |                    |
| Año                | Lugar                 | Medalla            | Prueba             |
| 1998               | Oberhof (Alemania)    | Medalla de plata   | Doble              |
| 2000               | Winterberg (Alemania) | Medalla de plata   | Doble              |
| 2000               | Winterberg (Alemania) | Medalla de plata   | Equipo             |
| 2002               | Altenberg (Alemania)  | Medalla de oro     | Equipo             |
| 2004               | Oberhof (Alemania)    | Medalla de oro     | Doble              |
| 2004               | Oberhof (Alemania)    | Medalla de oro     | Equipo             |
| 2006               | Winterberg (Alemania) | Medalla de oro     | Equipo             |